# 捷列別日 (布斯克區)
49°56′42″N 24°54′12″E / 49.94500°N 24.90333°E
捷列別日（烏克蘭語：Теребежі），是烏克蘭西部的村莊，隸屬利維夫州的佐洛奇夫區。該村面積2.36平方公里，海拔高度387米，2001年人口271，人口密度每平方公里115.07人。